# Albert Bouvet
Pour les articles homonymes, voir Bouvet.
Albert Bouvet est un coureur cycliste français, pistard et routier, né le 28 février 1930 à Mellé en Ille-et-Vilaine (Bretagne) et mort le 20 mai 2017  à Villeneuve-Saint-Georges (Val-de-Marne). 

## Biographie

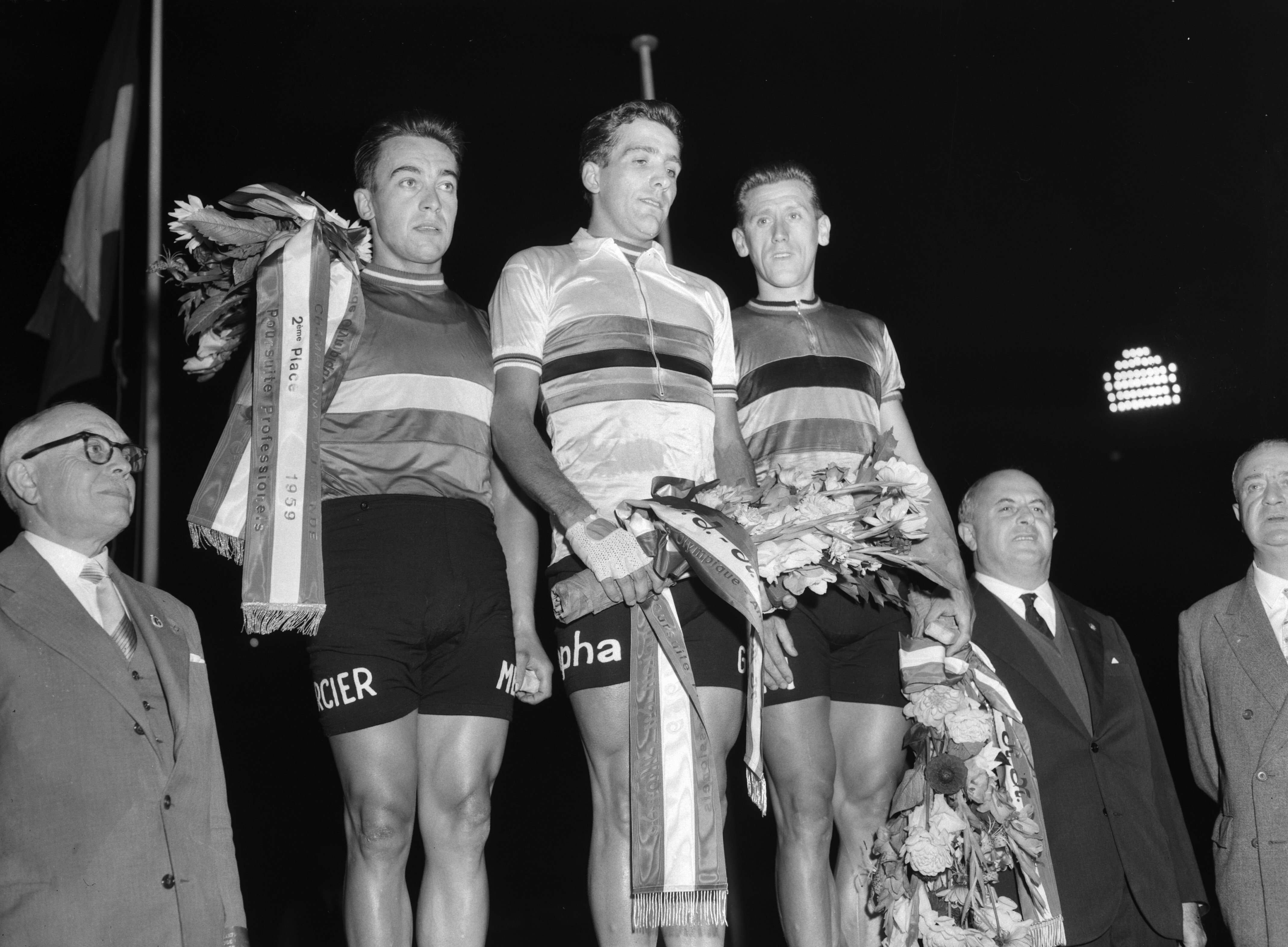
Albert Bouvet (à gauche), Roger Rivière (au centre) et Jean Brankart aux Championnats du monde de cyclisme sur piste 1959. Il termine deuxième derrière Roger Rivière en poursuite individuelle.

Un de ses titres de gloire est une victoire dans Paris-Tours en 1956. Il reste pendant quarante-deux ans le dernier Français vainqueur de l'épreuve. Albert Bouvet fut un pistard et poursuiteur d'exception. Il termine deuxième en poursuite individuelle, lors des championnats du monde de cyclisme sur piste 1957, derrière Roger Rivière et une nouvelle fois deuxième, lors des championnats du monde de cyclisme sur piste 1959 , encore derrière Roger Rivière.
Il est également cinq fois Champion de France de poursuite professionnelle presque consécutivement, en 1958 devant Roger Rivière, 1959, 1960, 1962, et 1963.
Après sa carrière sur le vélo, Albert Bouvet devient journaliste au Parisien libéré en 1964. Trois ans plus tard, il intègre le service des organisations du Tour de France pour s’occuper de Paris-Roubaix, dont les secteurs pavés disparaissent. Son nom est ainsi également associé à Paris-Roubaix, puisqu'il travaille à l'organisation de cette course, pour laquelle il s'occupe de découvrir de nouveaux secteurs pavés. Il est ensuite devenu directeur-adjoint du Tour de France, jusqu'en 1995.
Le Trophée Albert-Bouvet est une course entre Saint-Grégoire et Saint-Georges-de-Reintembault en  Ille-et-Vilaine.
Son fils, Philippe Bouvet, est journaliste cycliste au journal L'Équipe.

## Palmarès

### Palmarès amateur
- 1952
  - Prix des Jeunes de l'Ouest
- 1953
  - Circuit des Deux Provinces
  - 4e étape de la Route de France
  - Grand Prix de France (contre-la-montre)
  - Élan breton (contre-la-montre)
  - 2e du Grand Prix Le Restif

### Palmarès professionnel
- 1954
  - Manche-Océan
  - Tour de l'Orne[2] :
    - Classement général
    - 2e étape

  - 1re étape du Circuit des six provinces
  - 2e du Circuit du Havre Libre
- 1955
  - Boucles de la Seine
  - Boucles du Bas-Limousin
  - 8e étape du Tour des Provinces du Sud-Est
  - 2e de Manche-Océan
  - 2e du Grand Prix des Nations
  - 2e du Tour de Champagne
  - 2e du Grand Prix de Suisse
- 1956
  - Circuit du Finistère
  - 2e étape du Tour de l'Ouest
  - Paris-Tours
  - 2e du Grand Prix des Nations
  - 3e des Quatre Jours de Dunkerque
  - 3e de Manche-Océan
  - 3e du Grand Prix de Lugano
- 1957
  - 2e du Circuit de l'Aulne
  - 2e de Manche-Océan
  - 4e de Bordeaux-Paris
- 1958
  - 2e de l'Omnium des Nations de Daumesnil (avec Louison Bobet)
  - 7e de Bordeaux-Paris
- 1959
  - 2e et 4e étapes du Tour de Romandie
  - 3e du Grand Prix de Fourmies
  - 3e du Grand Prix d'Alger (avec Francis Pipelin et Jean Gainche)
  - 3e du Grand Prix Longines (contre-la-montre par équipes)
- 1960
  - 2e du Grand Prix de Cannes
  - 3e des Boucles roquevairoises
  - 6e de Bordeaux-Paris
- 1961
  - 10e de Bordeaux-Paris
- 1962
  - 3e du Grand Prix du Parisien (contre-la-montre par équipes)

## Résultats sur les grands tours

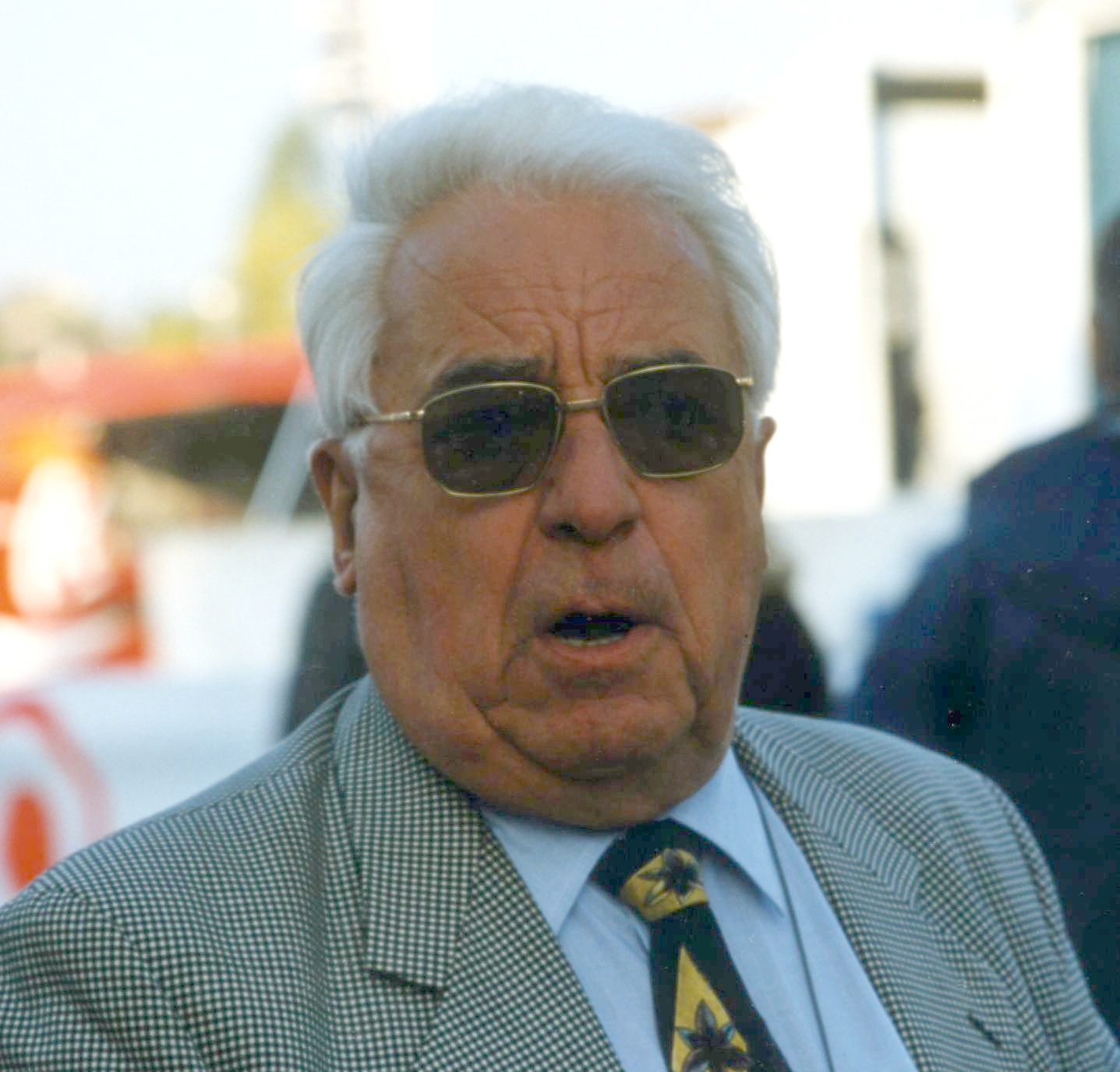
Albert Bouvet lors du Paris-Tours 1997.

### Tour de France
6 participations
- 1954 : 63e
- 1955 : abandon (3e étape)
- 1957 : 50e
- 1959 : hors délais (13e étape)
- 1961 : abandon (12e étape)
- 1962 : abandon (12e étape)

## Palmarès sur piste

### Championnats du monde
- Rocourt 1957
  -  Médaillé d'argent de la poursuite
- Amsterdam 1959
  -  Médaillé d'argent de la poursuite

### Championnats de France
| - 1957 - Champion de France d'hiver de poursuite - 1958 - Champion de France de poursuite - 1959 - Champion de France de poursuite - 1960 - Champion de France de poursuite | - 1961 - 2e du championnat de France de poursuite - 1962 - Champion de France de poursuite - 1963 - Champion de France de poursuite |  |